# Sumuhu'ali Dharih I.
Sumuhu'ali Dharih (sabäisch s1mhʿly ynf S1umuʿalī Yanūf), Sohn des Yada'il Yanuf oder des Yada'il Bayyin I., war ein Herrscher (Mukarrib) des altsüdarabischen Reiches Saba. Hermann von Wissmann und Kenneth A. Kitchen setzte ihn um 735 bzw. 745–725 v. Chr. an.
Von Sumuhu'ali Dharih stammen eine oder zwei Herrscherinschriften. Die eine wurde ca. 9 km südlich von Marib gefunden und beurkundet einen Grundstückskauf für seinen Sohn Waqah'il. Ein Inschriftenbruchstück mit dem Inhalt „...]i Dharih Sohn des Yada'il, Mukarrib von Saba[...“ stammt vermutlich ebenfalls von ihm.